# Орёл (Приморский край)
Орёл — хутор в Партизанском районе Приморского края. Входит в состав Новицкого сельского поселения.

## География
Хутор Орёл стоит в долине реки Партизанская, до левого берега около 1 км.
Через село проходит автотрасса Находка — Кавалерово.
В 5 км южнее по трассе находится станция Водопадное, в 5 км севернее — село Фроловка.
Расстояние до районного центра Владимиро-Александровское (на юг, вниз по реке) около 28 км.

## Население
| 2002 | 2010 |
| ---- | ---- |
| 16   | ↘10  |

## Улицы
На хуторе имеется одна улица: Берёзовая.

## Экономика
Жители занимаются сельским хозяйством.